# آلبا مونتسرات
آلبا مونتسرات (انگلیسی: Alba Montserrat؛ زادهٔ ۹ ژوئن ۱۹۸۴) بازیکن فوتبال اهل اسپانیا است.
از باشگاه‌هایی که در آن بازی کرده‌است می‌توان به باشگاه فوتبال اسپانیول و باشگاه فوتبال زنان بارسلونا اشاره کرد.
وی همچنین در تیم ملی فوتبال Catalonia بازی کرده‌است.